# ベネデン・メルウェデ川

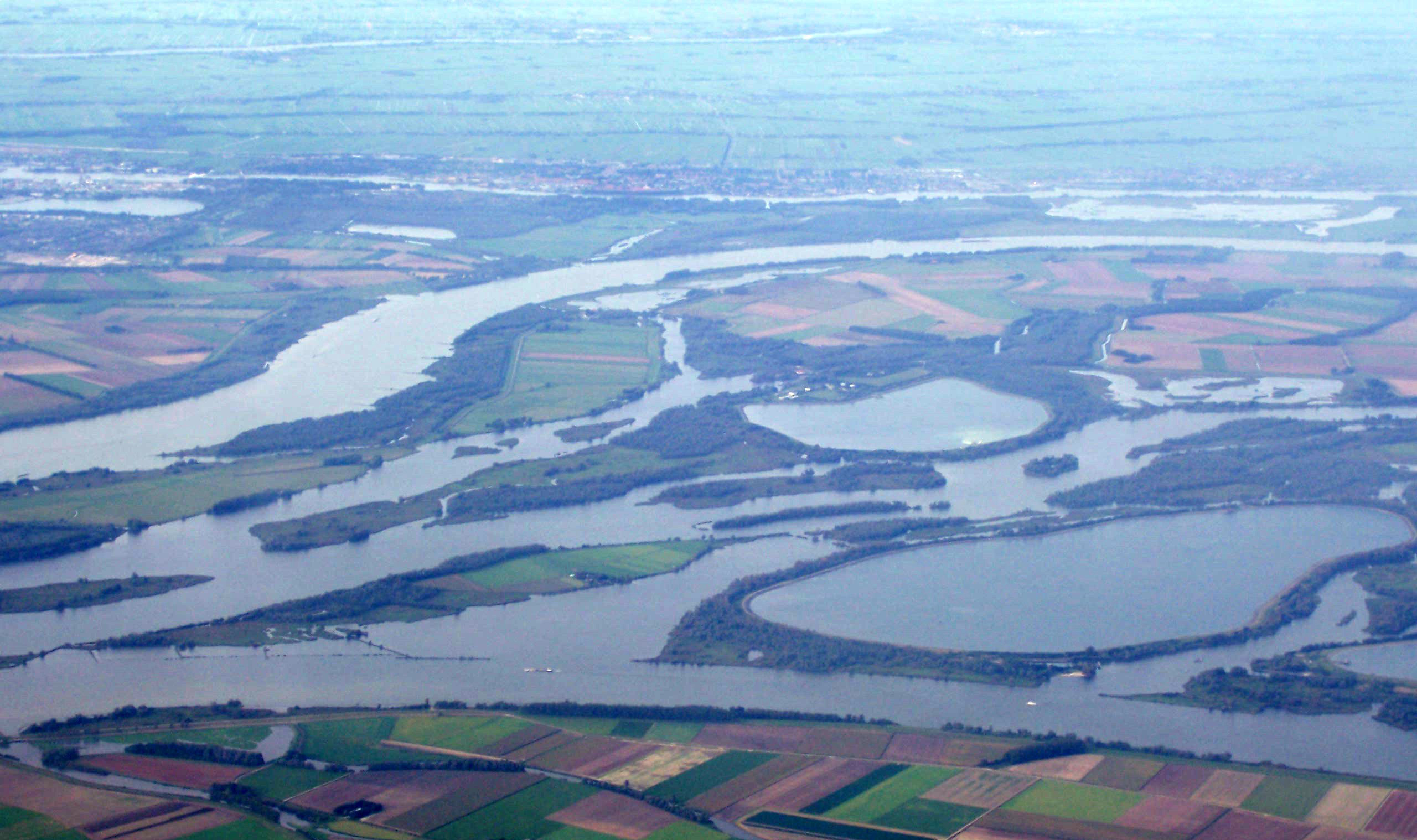
ビースボス国立公園とベネーデン・メルウェーデ川（画面はるか向こうを流れる川

ベネーデン・メルウェーデ川（蘭：Beneden-Merwede　直訳すると「下メルウェーデ」）は、オランダを流れる川で、ライン川がライン・マース・スヘルデ三角州に流れ込んで分岐した川の一つである。
ヴェルケンダム北岸でボーフェン・メルウェーデ川がベネーデン・メルウェーデ川とニューウェ・メルウェデ川に分岐し、ベネーデン・メルウェーデ川はそこからノールト川とアウデ・マース川に分岐するまでの約14.8kmの河川である。この川はロッテルダムからドイツ方面への主要航路の一部であり、航路幅245m、深さ5.9mが保証されている。
ニューウェ・メルウェデ川とアメル川に挟まれた三角州にはオランダで最大の面積を誇る国立公園のビースボス国立公園があり、ホシハジロ、ミミカイツブリなどの生息地として1980年にラムサール条約登録地となった。
ベネーデン・メルウェーデ川本流の経路
ライン川 > ワール川 > ボーフェン・メルウェーデ川 > ベネーデン・メルウェーデ川 > アウデ・マース川 > ニューウェ・マース川 > 北海
… > ベネーデン・メルウェデ川 > ノールト川 > ニューウェ・マース川 > 北海

## 流域の自治体・都市
オランダ
南ホラント州：ドルトレヒト